# Antonín Bartoň
Antonín Bartoň född 12 december 1908 i Vysoké nad Jizerou i Liberecký kraj, död 9 september 1982 i Vysoké nad Jizerou, var en tjeckisk backhoppare, längdåkare och utövare av nordisk kombination som tävlade för Tjeckoslovakien under 1930-talet. 

## Karriär
Olympiska spelen 1932
Antonín Bartoň deltog vid OS 1932 i Lake Placid i New York i USA. Han startade sina olympiska tävlingar med 18 km längdskidåkning. Han blev nummer 16 i en tävling där Sverige vann en dubbelseger genom Sven Utterström som vann guldmedaljen och Axel Wikström som klockades in 2 minuter efter Utterström på James C. Sheffield Speed Skating Oval.
I nordisk kombination ägde backhoppningsdelen av tävlingen rum dagen efter. Bartoň låg på en sjätteplats bland kombinationsutövarna innan backhoppningen, och han lyckades behålla placeringen efter en 19:e plats i hopptävlingen. Norge tog en trippelseger med Johan Grøttumsbråten som guldvinnare före Ole Stenen och Hans Vinjarengen. 
Dagen efter startade tävlingen i backhoppning för specialisterna. Bartoň blev nummer 21 i tävlingen i Intervale Ski Jump Complex. Igen tog norrmännen en trippen med Birger Ruud som olympisk mästare, före Hans Beck och Kåre Wahlberg.
I sin sista tävling, dagen efter backhoppstävlingen, kom Antonín Bartoň på en tionde plats i 50 km längdåkning. Veli Saarinen och Väinö Liikkanen säkrade en dubbelseger för Finland. Bartoň var 24 minuter och 24 sekunder efter olympiamästaren Saarinen i mål och 20 minuter och 31 sekunder från prispallen.
Skid-VM 1933 och 1935
Antonín Bartoň var också med i VM 1933 i Innsbruck i Österrike. Norge deltog inte i VM-1933. För första gången kördes stafett i längdåkningen. Bartoň var med i det tjeckoslovakiska stafettlaget som tävlade i 4 × 10 kilometer stafett. Sverige vann tävlineg med god marginal (8 minuter och 34 sekunder) före Tjeckoslovakien som vann silvermedaljen 17 sekunder före Österrike. 
Vid samma mästerskap slutade Bartoň även på andra plats i nordisk kombination och vann en ny silvermedalj efter Sven Eriksson (senare: Selånger) från Sverige och före Harald Bosio som var Österrikes första medaljör vid VM i nordisk skidsport.
Under VM på hemmaplan i Vysoké Tatry 1935 fick Antonín Bartoň starta i Tjeckoslovakiens förstalag (Tjeckoslovakien startade med två lag) i 4 × 10 kilometer stafett. Tjeckoslovakien blev nummer 5 i en tävling som vanns av Finland 47 sekunder före Norge och 2 minuter och 23 sekunder före Sverige.